# Johann Höfinger
Johann Höfinger (* 18. Juli 1969 in Wien) ist ein österreichischer Politiker der Österreichischen Volkspartei (ÖVP).

## Leben
Johann Höfinger wuchs im niederösterreichischen Ollern, das zur Gemeinde Sieghartskirchen im Bezirk Tulln gehört, auf. Seine politische Karriere begann er 1990 als Gemeinderat in Sieghartskirchen. Gleichzeitig engagierte er sich auch in der Jungen Volkspartei und im Bauernbund. Im Jahr 2000 wurde er Vizebürgermeister der Marktgemeinde Sieghartskirchen, 2008 übernahm er dort das Amt des Bürgermeisters von Josef Ungler. Höfinger wurde am 30. Oktober 2006 erstmals als Abgeordneter zum Nationalrat im österreichischen Parlament angelobt. Zuvor war er von April 2003 bis Oktober 2006 Mitglied des Bundesrates. Nach der Nationalratswahl 2013 war er Bereichssprecher für Umweltangelegenheiten. Im September 2014 legte er seine Funktionen im Gemeinderat von Sieghartskirchen nieder, um sich verstärkt der Parlamentsarbeit und den umweltrelevanten Themen zu widmen.
Johann Höfinger ist als Löschmeister Mitglied der Freiwilligen Feuerwehr Ollern und ist Träger des Verdienstzeichens des Niederösterreichischen Landesfeuerwehrverbandes 3. Klasse in Bronze und des Ehrenzeichens für Tätigkeit auf dem Gebiete des Feuerwehr- und Rettungswesens für 25 Jahre.
Ab 2010 war er Vorsitzender des Vereines Rettet das Kind Niederösterreich, im Mai 2019 folgte ihm Christoph Kaufmann in dieser Funktion nach.